# Zuzanna Efimienko-Młotkowska

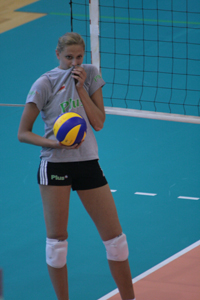
Zuzanna Efimienko-Młotkowska reprezentantką Polski w 2008 roku

Zuzanna Efimienko-Młotkowska (ur. 8 sierpnia 1989 w Lubaniu) – polska siatkarka, reprezentantka Polski, grająca na pozycji środkowej. Powołana do kadry narodowej przez Marca Bonittę w 2008 roku. W 2011 roku trener reprezentacji Jerzy Matlak powołał ją na World Grand Prix 2011.
W sezonie 2012/2013 występowała w Serie A1, w drużynie Spes Volley Conegliano, z którą rozwiązała kontrakt 3 marca 2013. 21 maja 2013 oficjalnie ogłoszono, że w sezonie 2013/2014 reprezentowała barwy Atomu Trefla Sopot. Z ekipą mistrza Polski środkowa związała się rocznym kontraktem, z opcją jego przedłużenia o jeszcze jeden rok. W sezonie 2016/2017 powróciła do włoskiej Serie A1, w drużynie Metalleghe Sanitars Montichiari. Od sezonu 2017/2018 do 2018/2019 występowała w drużynie ŁKS Commercecon Łódź. W latach 2019–2021 była zawodniczką DevelopResu SkyRes Rzeszów. 
W sezonie 2021/2022 reprezentowała Radomkę Radom. Od sezonu 2022/2023 przez dwa lata była zawodniczką Energi MKS Kalisz. W sezonie 2024/2025 grała w beniaminku Tauron Ligi Sokole & Hagric Mogilno. 
Od zadebiutowania w najwyższej klasie rozgrywkowej w Polsce od sezonu PlusLigi Kobiet (2008/2009) do sezonu Tauron Ligi (2024/2025) przez 15 sezonów rozegrała łącznie 350 spotkań. W tym czasie zdobyła 2686 punktów: 1404 atakiem, 1014 blokiem i 268 asami serwisowymi.
Po sezonie 2024/2025 zakończyła karierę sportową. Ostatni mecz rozegrała 17 marca 2025 roku.

## Sukcesy klubowe

### młodzieżowe
Mistrzostwa Polski Kadetek:
- 2005
- 2004

Mistrzostwa Polski Juniorek:
- 2007

### seniorskie
Mistrzostwo Polski:
- 2019
- 2015, 2016, 2018, 2020, 2021
- 2014

Puchar Polski:
- 2015

Puchar CEV:
- 2015

## Sukcesy reprezentacyjne
Mistrzostwo Europy Wschodniej Juniorek:
- 2006

Letnia Uniwersjada:
- 2009

Volley Masters Montreux:
- 2019

## Nagrody indywidualne
- 2015: Najlepsza blokująca turnieju finałowego Pucharu Polski
- 2020: Najlepsza blokująca turnieju finałowego Pucharu Polski